# ドゥーラ
ドゥーラ（欧字名:Dura、2020年2月8日 - ）は、日本の競走馬。主な勝ち鞍は2022年の札幌2歳ステークス、2023年のクイーンステークス。
馬名の意味は、父名より。

## 戦績

### 2歳（2022年）
7月24日に札幌競馬場で行われた2歳新馬戦でデビューし、スタートで出遅れてドゥアイズの4着に敗れた。
続く8月6日に行われた2歳未勝利戦ではスタートを決め、道中は好位3番手で手応え良く運び、直線では逃げ粘るドゥラエレーデをとらえて、1.3/4馬身差をつけ勝利した。
9月3日、3たび札幌に遠征し、新馬戦・未勝利戦と同距離の札幌2歳ステークスに出走。経験値を生かす形で直線で抜け出し、1番人気に応え重賞初挑戦での初優勝を飾った。高橋康之調教師としても、これが重賞初制覇である。GI初挑戦で出走した年末の阪神ジュベナイルフィリーズは6着に敗れる。

### 3歳（2023年）～5歳（2025年）
3月4日のチューリップ賞より始動。単勝1番人気に支持されたが、直線で内を走るキタウイングと接触したことが原因で戦意を喪失、期待を大幅に裏切る15着惨敗に終わった。クラシック1戦目の桜花賞も後方から伸びず、2戦連続の二けた順位となる14着に沈む。2戦目の優駿牝馬は大敗続きだったこともあり18頭中15番人気とあまり期待されていなかったが、後方から鋭く足を伸ばしてリバティアイランドの3着に健闘した。
夏は札幌に遠征し、7月30日のクイーンステークスに出走。道中は中団の外めを追走して勝負どころでじわじわと進出し、51キロの軽ハンデも生かす形で直線外を抜け出し快勝。自身重賞2勝目、3歳馬としては2017年のアエロリット以来6年ぶりとなる同レース制覇を達成した。
続くクラシック最終戦の秋華賞は5番人気で迎え、最後はハーパーとの好勝負を演じるも、3着となった同馬にハナ差及ばずの4着。その後エリザベス女王杯に向け調整されていたが、11月1日に左前屈腱炎のため同レースを見送り、休養に入ることが発表された。幹細胞移植の後に放牧に出され、治療に励んでいたが復帰は叶わず、2025年3月25日付でJRAとしての競走馬登録を抹消され現役を引退。引退後は北海道浦河町のグランデファームで繁殖牝馬となる。

## 競走成績
以下の内容は、JBISサーチおよびnetkeiba.comの情報に基づく。
| 競走日     | 競馬場 | 競走名         | 格   | 距離（馬場）  | 頭 数 | 枠 番 | 馬 番 | オッズ （人気） | 着順 | タイム （上がり3F） | 着差 | 騎手      | 斤量 [kg] | 1着馬（2着馬）     | 馬体重 [kg] |
| ---------- | ------ | -------------- | ---- | ------------- | ----- | ----- | ----- | --------------- | ---- | ------------------- | ---- | --------- | --------- | ------------------ | ----------- |
| 2022.07.24 | 札幌   | 2歳新馬        |      | 芝1800m（良） | 9     | 5     | 5     | 050.30（7人）   | 04着 | R1:52.4（35.4）     | -0.1 | 0斎藤新   | 54        | ドゥアイズ         | 476         |
| 0000.08.06 | 札幌   | 2歳未勝利      |      | 芝1800m（良） | 10    | 7     | 7     | 014.60（3人）   | 01着 | R1:49.1（34.5）     | -0.3 | 0斎藤新   | 54        | （ドゥラエレーデ） | 464         |
| 0000.09.03 | 札幌   | 札幌2歳S       | GIII | 芝1800m（良） | 14    | 7     | 12    | 004.20（1人）   | 01着 | R1:50.0（35.7）     | -0.1 | 0斎藤新   | 54        | （ドゥアイズ）     | 466         |
| 0000.12.11 | 阪神   | 阪神JF         | GI   | 芝1600m（良） | 18    | 8     | 16    | 014.40（6人）   | 06着 | R1:33.8（35.0）     | -0.7 | 0斎藤新   | 54        | リバティアイランド | 470         |
| 2023.03.04 | 阪神   | チューリップ賞 | GII  | 芝1600m（良） | 17    | 4     | 8     | 002.50（1人）   | 15着 | R1:35.0（34.2）     | -1.0 | 0戸崎圭太 | 54        | モズメイメイ       | 476         |
| 0000.04.09 | 阪神   | 桜花賞         | GI   | 芝1600m（良） | 18    | 7     | 13    | 030.60（8人）   | 14着 | R1:33.2（34.2）     | -1.1 | 0戸崎圭太 | 55        | リバティアイランド | 472         |
| 0000.05.21 | 東京   | 優駿牝馬       | GI   | 芝2400m（良） | 18    | 7     | 13    | 103.4（15人）   | 03着 | R2:24.1（34.1）     | -1.0 | 0斎藤新   | 55        | リバティアイランド | 472         |
| 0000.07.30 | 札幌   | クイーンS      | GIII | 芝1800m（良） | 14    | 5     | 7     | 004.50（1人）   | 01着 | R1:46.7（34.5）     | -0.2 | 0斎藤新   | 51        | （ウインピクシス） | 458         |
| 0000.10.15 | 京都   | 秋華賞         | GI   | 芝2000m（稍） | 18    | 3     | 5     | 026.50（5人）   | 04着 | R2:01:6（34.1）     | -0.5 | 0斎藤新   | 55        | リバティアイランド | 478         |

## 血統表
| ドゥーラの血統            | ドゥーラの血統                                          | ドゥーラの血統                                          | （血統表の出典）                                        | （血統表の出典）    |
| 父系                      | ミスタープロスペクター系                                | ミスタープロスペクター系                                | ミスタープロスペクター系                                | [ § 2 ]             |
| 父 ドゥラメンテ 2012 鹿毛 | 父の父キングカメハメハ 2001 鹿毛                        | Kingmambo                                               | Mr. Prospector                                          | Mr. Prospector      |
| 父 ドゥラメンテ 2012 鹿毛 | 父の父キングカメハメハ 2001 鹿毛                        | Kingmambo                                               | Miesque                                                 |                     |
| 父 ドゥラメンテ 2012 鹿毛 | 父の父キングカメハメハ 2001 鹿毛                        | *マンファス                                             | *ラストタイクーン                                       | *ラストタイクーン   |
| 父 ドゥラメンテ 2012 鹿毛 | 父の父キングカメハメハ 2001 鹿毛                        | *マンファス                                             | Pilot Bird                                              |                     |
| 父 ドゥラメンテ 2012 鹿毛 | 父の母アドマイヤグルーヴ 2000 鹿毛                      | *サンデーサイレンス                                     | Halo                                                    | Halo                |
| 父 ドゥラメンテ 2012 鹿毛 | 父の母アドマイヤグルーヴ 2000 鹿毛                      | *サンデーサイレンス                                     | Wishing Well                                            |                     |
| 父 ドゥラメンテ 2012 鹿毛 | 父の母アドマイヤグルーヴ 2000 鹿毛                      | エアグルーヴ                                            | *トニービン                                             | *トニービン         |
| 父 ドゥラメンテ 2012 鹿毛 | 父の母アドマイヤグルーヴ 2000 鹿毛                      | エアグルーヴ                                            | ダイナカール                                            |                     |
| 母 イシス 2012 青鹿毛     | 母の父キングヘイロー 1995 鹿毛                          | *ダンシングブレーヴ                                     | Lyphard                                                 | Lyphard             |
| 母 イシス 2012 青鹿毛     | 母の父キングヘイロー 1995 鹿毛                          | *ダンシングブレーヴ                                     | Navajo Princess                                         |                     |
| 母 イシス 2012 青鹿毛     | 母の父キングヘイロー 1995 鹿毛                          | *グッバイヘイロー                                       | Halo                                                    | Halo                |
| 母 イシス 2012 青鹿毛     | 母の父キングヘイロー 1995 鹿毛                          | *グッバイヘイロー                                       | Pound Foolish                                           |                     |
| 母 イシス 2012 青鹿毛     | 母の母アラマサスナイパー 2003 黒鹿毛                    | ステイゴールド                                          | *サンデーサイレンス                                     | *サンデーサイレンス |
| 母 イシス 2012 青鹿毛     | 母の母アラマサスナイパー 2003 黒鹿毛                    | ステイゴールド                                          | ゴールデンサッシュ                                      |                     |
| 母 イシス 2012 青鹿毛     | 母の母アラマサスナイパー 2003 黒鹿毛                    | *ターミナルフラワー                                     | Salt Lake                                               | Salt Lake           |
| 母 イシス 2012 青鹿毛     | 母の母アラマサスナイパー 2003 黒鹿毛                    | *ターミナルフラワー                                     | Positioned                                              |                     |
| 母系(F-No.)               | ターミナルフラワー(USA)系(FN:5-g)                       | ターミナルフラワー(USA)系(FN:5-g)                       | ターミナルフラワー(USA)系(FN:5-g)                       | [ § 3 ]             |
| 5代内の近親交配           | サンデーサイレンス：3×4（18.75%） Halo：4×4×5（15.63%） | サンデーサイレンス：3×4（18.75%） Halo：4×4×5（15.63%） | サンデーサイレンス：3×4（18.75%） Halo：4×4×5（15.63%） | [ § 4 ]             |
| 出典                      | 1. 2. 3. 4.                                             | 1. 2. 3. 4.                                             | 1. 2. 3. 4.                                             | 1. 2. 3. 4.         |

- 伯母に2013年函館2歳ステークス勝ち馬のクリスマスがいる。